# Francesco d’Antonio
Francesco d’Antonio (geb. vor 1440; gest. nach 1480) war ein italienischer in Siena tätiger Goldschmied.

## Leben
1440, ein Schüler von G. Turini, wurde er mit der Herstellung eines Ringes mit der Figur einer Wölfin für den Capitano del Popolo beauftragt. 1449 beauftragte ihn die Opera del Duomo mit der Herstellung eines silbernen Tabernakels; 1450 arbeitete er an zwei Silbergläsern. Diese Werke sind verloren gegangen, wie auch die Silberstatue einer Madonna mit Kind, die von Bruder Bartolomeo da Imola für das Kloster San Francesco in Siena bestellt wurde.
Im Ospedale di Santa Maria della Scala befindet sich ein Reliquiar, das sich wahrscheinlich in einem im Jahr 1451 in Auftrag gegebenen Tabernakel befundet hat und im August 1453 von Francesco geliefert wurde. Wenige Tage nach der Heiligsprechung des Hlg. Bernhard, am 30. Juni 1454, wurde Francesco beauftragt ein Reliquiar für das Gewand des Heiligen in der Kirche von San Bernardino dell’Osservanza herzustellen. Aufgrund der Feinheit der Arbeit gilt es als eines der Meisterwerke der sienesischen Goldschmiedekunst des 15. Jahrhunderts. Die Kassette wurde am 10. Februar 1461 fertiggestellt und am 18. Juni 1461 wurden zwei Halbfiguren des Hl. Bernhard geliefert und dem Reliquiar hinzugefügt. Die viereckige Schachtel hat vier Kristallöffnungen an der Hauptseite und zwei an der kleineren, die mit Pilastern und Emailwappen unterteilt sind. Die Abdeckung besteht aus einer leicht konkaven Pyramide die mit zwei Engeln geschmückt ist. Zwei kleine Engel mit dem Gesicht des Hl. Bernhard halten das Monogramm mit dem Namen Jesus. Auf der Abdeckung befand sich ursprünglich ein kleiner silberner Berg mit Kreuz der verschwunden ist und im 18. Jahrhundert durch einen Schrein ersetzt wurde. Das Reliquiar befindet sich heute im Museum Aurelio Castelli.
1466 übergab Francesco der Opera del Duomo Senese das silberne Reliquiar mit der Reliquie des Armes des heiligen Johannes des Täufers, das heute im Museo dell’Opera del Duomo aufbewahrt wird. Ursprünglich wurde Turini mit der Arbeit beauftragt, aber er starb, bevor er damit beginnen konnte. Der Schrein ruht auf einem rechteckigen Sockel, der mit Reliefs aus dem Leben des Täufers geschmückt ist. An der Spitze steht die Taufe Christi, das Haupt des Täufers und die Enthauptung des Heiligen. Auf der Rückseite befinden sich die Geschichten des Hlg. Zacharias, die Predigt des Täufers und ein Wappen der Opera del Duomo in Email. Der pyramidenförmige Deckel ist mit Kristallen bedeckt, mit einem Bild der Madonna mit Kind in der Mitte.
1466 fertigte Francesco eine Silberbüste der heiligen Katharina nach dem Vorbild des Bildhauers Giovanni di Stefano für die Basilika San Domenico an. Diese Arbeit ging verloren.
Francesco ist wahrscheinlich in Siena verstorben, das Todesjahr ist unbekannt.